# Victor E. Renuart junior

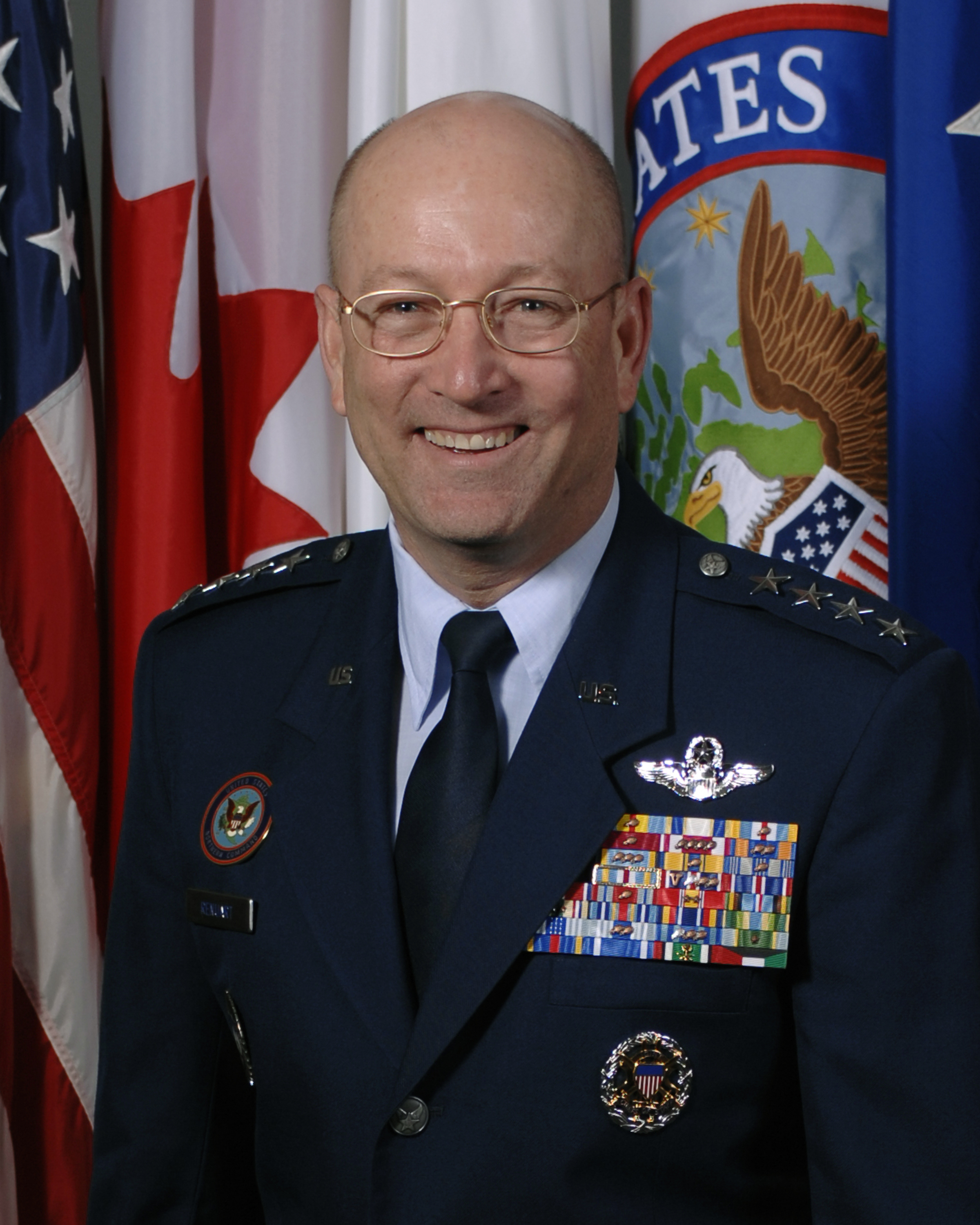
Victor E. Renuart, Jr.

Victor Eugene Renuart junior (* 26. November 1949) ist ein ehemaliger General der US Air Force und war vom 23. März 2007 bis zum Mai 2010 Kommandeur des US Northern Command (NORTHCOM), welches das zuständige Unified Combatant Command der US-Streitkräfte für Nordamerika ist, sowie militärische und zivile Behörden in der Heimatverteidigung auf allen föderalen Ebenen unterstützt. Traditionell ist der Kommandeur von NORTHCOM auch der Kommandeur des North American Aerospace Defense Command (NORAD), welches eine gemeinsame Einrichtung der Vereinigten Staaten und Kanadas ist, die den Weltraum überwachen und vor Angriffen mit Interkontinentalraketen (ICBM) warnen soll. Hauptquartier beider Kommandos ist die Peterson Air Force Base in Colorado.

## Militärische Laufbahn
Renuart schloss 1971 die Indiana University in Bloomington mit einem Bachelor of Science in Produktionstechnik und Industriemanagement ab und trat in den Dienst der US Air Force. Er wurde bis 1972 an der Officer Training School ausgebildet und am 12. Januar 1972 zum Second Lieutenant befördert. Vom Januar 1972 bis zum März 1973 absolvierte er die Pilotenausbildung auf der Laredo Air Force Base in Texas. Vom März 1973 bis zum Juli 1976 diente er als Flugausbilder für die T-37 „Tweet“ auf der Craig Air Force Base in Alabama. Während dieser Verwendung wurde er zweimal befördert: am 12. Januar 1974 zum First Lieutenant und am 12. Januar 1976 zum Captain. 1975 absolvierte er zudem die Troy State University in Troy, Alabama, und machte seinen Master of Arts in Psychologie. Vom Juli 1976 bis zum September 1979 lehrte er als Assistenzprofessor für Luftfahrtstudien an der University of Notre Dame in South Bend, Indiana, und absolvierte während dieser Zeit, 1977, die Staffeloffizier-Schule und 1979 das Air Command and Staff College auf der Maxwell Air Force Base in Alabama.
Im September folgte bis zum April 1980 die Aus- bzw. Weiterbildung auf den Flugzeugtypen AT-38 und A-10 „Thunderbolt II“ auf der Holloman Air Force Base in New Mexico und der Davis-Monthan Air Force Base in Arizona. Vom Mai 1980 bis zum Juni 1982 diente Renuart als Kampfpilot und Flugausbilder für die A-10 in der 92. taktischen Kampfstaffel sowie in der 81. taktischen Kampfstaffel auf der Royal Air Force Base Bentwaters in England. Danach diente er vom Juni 1982 bis zum Juli 1984 als Operationsoffizier (S-3) der zweiten Abteilung des 81. taktischen Kampfgeschwaders auf der Leipheim Air Base in Westdeutschland. Während dieser Verwendung wurde er am 1. Dezember 1983 zum Major befördert. Er blieb ein weiteres Jahr in Deutschland und diente vom Juli 1984 bis zum November 1985 als Operationsoffizier und bis zum September 1986 als Executive Officer des Generalinspekteurs im Hauptquartier der US Air Forces in Europe (USAFE) auf der Ramstein Air Base.
Nachdem Renuart in die Vereinigten Staaten zurückgekehrt war, wurde er vom September 1986 bis zum Juli 1991 als Chefgeschwaderinspekteur des 23. taktischen Kampfgeschwaders und später während der Operationen Desert Shield/Storm als Operationsoffizier und als Kommandeur der 76. taktischen Kampfstaffel auf der England Air Force Base in Louisiana eingesetzt. In dieser Verwendung wurde er am 1. Mai 1987 auch zum Lieutenant Colonel befördert. Vom Juli 1991 bis zum Juli 1992 absolvierte er das US Army War College in den Carlisle Barracks in Pennsylvania und diente bis zum März 1993 als Personaleinsatzdirektor im Büro des stellvertretenden Stabschefs für Personal im Hauptquartier des US Air Forces in Europe auf der Ramstein AB; Renuart wurde in dieser Zeit am 1. November 1992 zum Colonel befördert. Danach übernahm er vom März 1993 bis zum Oktober 1994 einen Posten bei der NATO und kommandierte dort die Hauptquartierversorgungsgruppe der Allied Air Forces Central Europe, ebenfalls in Ramstein. Danach war er bis zum Juni 1995 ausführender Offizier des assistierenden Stabschefs für Operationen und US-Seniorrepräsentant bei den Allied Air Forces Central Europe. In dieser Zeit war er vom November 1994 bis zum Mai 1995 Direktor der Planungsabteilung des NATO Combined Air Operations Centre (vormals 5. taktische alliierte Luftwaffe) in Vicenza, Italien, während der Operation Deny Flight, die die Flugverbotszone über Bosnien und Herzegowina durchsetzen sollte.
Nach diesen NATO-Verwendungen diente er vom Juni 1995 bis zum April 1996 als assistierender Direktor für Operationen im Hauptquartier der US Air Force in Europe und übernahm vom April 1996 bis zum Juni 1998 das Kommando über das 52. US-Kampfgeschwader auf der Spangdahlem Air Base in Deutschland und wurde in dieser Verwendung am 1. August 1997 zum Brigadier General befördert. Ebenfalls 1997 absolvierte er das Senioroffiziere-für-Nationale-Sicherheit-Programm an der Johns Hopkins University in Baltimore, Maryland. Im Juli 1998 kehrte Renuart in die Vereinigten Staaten zurück und übernahm bis zum März 2000 das Kommando über das 347. US-Geschwader auf der Moody Air Force Base in Georgia. Am 1. August 2000 wurde er zum Major General befördert und hatte bereits im April des gleichen Jahres den Posten des Kommandeurs der Joint Task Force Southwest Asia und das Kommando der 9th Air and Space Expeditionary Task Force-Southwest Asia, des US Central Command in Riad, Saudi-Arabien übernommen, um es im Mai 2001 wieder abzugeben. Vom Juni 2001 bis zum November 2003 diente Renuart als Direktor für Operationen (J-3) des US Central Command auf der MacDill Air Force Base in Florida. In diese Dienstzeit fallen die Operation Enduring Freedom sowie der Irak-Krieg, die Operation Iraqi Freedom. Im Dezember 2003 übernahm er den Posten des stellvertretenden Kommandeurs der Pacific Air Forces auf der Hickam Air Force Base auf Hawaii, wurde am 1. Januar 2004 zum Lieutenant General befördert und füllte diesen Posten bis zum August 2005 aus. Danach diente er ein Jahr lang, bis zum August 2006, als Direktor für Strategische Planung und Richtlinien (J-5) des Joint Staff im Verteidigungsministerium der Vereinigten Staaten. Vom August 2006 bis zum Februar 2007 war Renuart Senior Military Assistant des US-Verteidigungsministers Robert Gates.
Im Februar 2007 nominierte Gates Renuart als neuen Kommandeur des US Northern Command sowie des North American Aerospace Defense Command (NORAD). Dem stimmte das Armed Services Committee des US-Senats am 19. März zu. Daher wurde er am 23. März zum General befördert und übernahm am selben Tag das Kommando von Admiral Timothy J. Keating. Renuart trat im Mai 2010 in den Ruhestand und gab zuvor das Kommando an Admiral James A. Winnefeld, Jr. ab.

## Auszeichnungen
Auswahl der Dekorationen, sortiert in Anlehnung der Order of Precedence of Military Awards:
- Defense Distinguished Service Medal (3 ×)
- Air Force Distinguished Service Medal
- Defense Superior Service Medal (2 ×)
- Legion of Merit
- Meritorious Service Medal (5 ×)
- Air Medal (3 ×)
- Air Force Commendation Medal (2 ×)
- Air Force Achievement Medal (2 ×)
- National Defense Service Medal (3 ×)
- Southwest Asia Service Medal (3 ×)
- Armed Forces Service Medal
- NATO-Medaille für den Einsatz in Jugoslawien

Zudem ist Renuart ausgebildeter Kampfpilot mit mehr als 3.800 Flugstunden und 60 Kampfeinsätzen auf folgenden Flugzeugtypen: T-37 „Tweet“, AT-38, A-10 „Thunderbolt II“, F-16 „Fighting Falcon“, F-15 „Eagle“ und C-130 „Hercules“ sowie dem Hubschrauber HH-60 „Black Hawk“.